# Kostas Tsimikas
Konstantinos Tsimikas (en griego: Κωνσταντίνος Τσιμίκας; Salónica, Macedonia Central, Grecia, 12 de mayo de 1996) es un futbolista griego que juega en la posición de defensa para el Liverpool F. C. de la Premier League de Inglaterra.

## Trayectoria

### Comienzos
Tsimikas nació en Salónica y es oriundo del pueblo de Lefkonas, Serres. Comenzó su carrera en el equipo local de su pueblo y se trasladó al A. S. Neapoli Thessaloniki. Con 14 años se marchó al Panserraikos y marcó 5 goles durante la temporada 2013-14 de la Gamma Ethniki.

### Olympiakos de El Pireo
Tsimikas debutó con el Olympiakos de El Pireo en la Superliga en un partido contra el Kalloni el 19 de diciembre de 2015.

#### Préstamos
El 28 de diciembre de 2016 fichó por el club danés Esbjerg fB a préstamo hasta el final de la temporada 2016-17. El 17 de febrero de 2017, en su debut con el club, marcó un gol en un partido en casa contra el SønderjyskE Fodbold que terminó con victoria por 3-0. Dejó el club después de 13 partidos y regresó al Olympiakos.
El 30 de junio de 2017 fue nuevamente cedido, esta vez al club neerlandés Willem II Tilburgo con un contrato de una temporada. Fue un habitual en la Eredivisie, iniciando 32 de los 34 partidos, y también marcó goles. En los cuartos de final de la Copa de los Países Bajos, su tiro libre desviado llevó la eliminatoria a la prórroga y el Willem II superó al Roda JC Kerkrade en los penaltis. Su gol en la victoria por 3-2 contra el F. C. Utrecht fue votado como el gol de mes por Voetbal International y contribuyó a que fuera nombrado mejor novato del mes de la Eredivisie en marzo de 2018.

#### Regreso al Olympiakos
El entrenador Pedro Martins decidió contar con él durante la temporada 2018-19. En noviembre de 2018 dio la asistencia para el primer gol de Kostas Fortounis en la victoria por 5-1 ante el F91 Dudelange en la fase de grupos de la Liga de Europa de la UEFA; ambos jugadores fueron colocados en el equipo de la semana de la competición. A finales de 2018 fue relegado al banquillo en detrimento de Leonardo Koutris. A pesar de ello, se le ofreció un nuevo contrato y firmó la renovación que lo mantendría en el club hasta 2023.

### Liverpool F. C.
El 10 de agosto de 2020 se incorporó al Liverpool Football Club de la Premier League inglesa. Se estima que el coste de la operación fue de 11,75 millones de libras.

## Selección nacional
Tras jugar con la selección de fútbol sub-19 de Grecia y con la sub-21, finalmente hizo su debut con la selección absoluta el 12 de octubre de 2018 en un partido de la Liga de Naciones de la UEFA 2018-19 contra Hungría. El partido acabó con un resultado de 1-0 a favor del combinado griego tras el gol de Kostas Mitroglou.

## Estadísticas

### Clubes
Actualizado al último partido disputado el 19 de mayo de 2025.
| Club                       | País         | Año       | Partidos | Goles |
| -------------------------- | ------------ | --------- | -------- | ----- |
| Panserraikos               | Grecia       | 2013-2014 | 20       | 5     |
| Olympiakos de El Pireo     | Grecia       | 2014-2017 | 12       | 0     |
| Esbjerg f. B. (cedido)     | Dinamarca    | 2017      | 13       | 2     |
| Willem II Tilburg (cedido) | Países Bajos | 2017-2018 | 37       | 6     |
| Olympiakos de El Pireo     | Grecia       | 2018-2020 | 74       | 0     |
| Liverpool F. C.            | Inglaterra   | 2020-     | 115      | 0     |
| Total                      | Total        | Total     | 271      | 13    |

## Palmarés

### Campeonatos nacionales
| Título              | Club                   | País       | Año  |
| ------------------- | ---------------------- | ---------- | ---- |
| Superliga de Grecia | Olympiakos de El Pireo | Grecia     | 2016 |
| Superliga de Grecia | Olympiakos de El Pireo | Grecia     | 2017 |
| Superliga de Grecia | Olympiakos de El Pireo | Grecia     | 2020 |
| Copa de la Liga     | Liverpool F. C.        | Inglaterra | 2022 |
| FA Cup              | Liverpool F. C.        | Inglaterra | 2022 |
| Community Shield    | Liverpool F. C.        | Inglaterra | 2022 |
| Copa de la Liga     | Liverpool F. C.        | Inglaterra | 2024 |
| Premier League      | Liverpool F. C.        | Inglaterra | 2025 |